# Dossier Rosenholz
Il dossier Rosenholz è una collezione di 381 compact disc contenenti 280.000 file su informazioni circa gli impiegati della Hauptverwaltung Aufklärung (HVA), una delle agenzie d'intelligence dell'ex Repubblica Democratica Tedesca. 
In seguito alla riunificazione tedesca, il dossier Rosenholz cadde nelle mani della CIA e, dopo lunghe trattative, venne restituito alla Germania solo nel 2003. 
Nel marzo 2004 i dati contenuti nel dossier sono stati resi di pubblico dominio. Ciò ha scatenato dure polemiche in Finlandia dove il contenuto dei file è stato segretato e la stampa ha insinuato che ciò derivi dal fatto che nella lista delle ex spie della DDR ci sarebbero anche alcuni importanti politici finlandesi.